# Épieds (Maine-et-Loire)
Épieds is een gemeente in het Franse departement Maine-et-Loire (regio Pays de la Loire) en telt 618 inwoners (2005). De plaats maakt deel uit van het arrondissement Saumur.

## Geografie
De oppervlakte van Épieds bedraagt 26,7 km², de bevolkingsdichtheid is 23,1 inwoners per km².
De onderstaande kaart toont de ligging van Épieds (Maine-et-Loire) met de belangrijkste infrastructuur en aangrenzende gemeenten.

## Demografie
Onderstaande figuur toont het verloop van het inwonertal (bron: INSEE-tellingen).